# Конвой Рабаул — Трук (08.11.43 — 12.11.43)
Конвой Рабаул — Трук (08.11.43 — 12.11.43) — японський конвой часів Другої світової війни, проведення якого відбувалось у листопаді 1943 року.
Конвой сформували в Рабаулі — головній базі в архіпелазі Бісмарка, з якої японці провадили операції на Соломонових островах та сході Нової Гвінеї, а пунктом призначення був атол Трук (Чуук) на сході Каролінських островів. Конвой складався із транспортів «Мітакесан-Мару» і «Токіо-Мару», охорону яких забезпечував есмінець «Сігуре».
8 листопада конвой вийшов із Рабаула та попрямував на північ. Уранці 9 листопада його атакували літаки B-17 «Літаюча фортеця», проте їм вдалося завдати лише незначних пошкоджень.
Зате вранці 10 листопада в районі за 400 км на південний захід від пункту призначення підводний човен Scamp випустив по конвою чотири торпеди, одна з яких влучила в «Токіо-Мару» та пошкодила котельне відділення й прилеглий трюм. Ескортний корабель контратакував та примусив Scamp піти на глибину. Через якийсь час човен повторив напад, проте цього разу всі три торпеди пройшли повз «Токіо-Мару».
Через сім годин після атаки «Мітакесан-Мару» розпочало буксирування пошкодженого судна. Уранці 11 листопада з Труку на допомогу прибули есмінці «Судзуцукі» та «Хацудзукі», які надали допомогу в буксируванні та відкачуванні води. Утім, її приплив вийшов з-під контролю і ввечері 11 листопада віддали наказ залишити судно. 12 листопада «Хацудзукі» зробив нову спробу буксирування «Токіо-Мару», яке все ще трималося на воді. Проте опівдні через зростаючий крен цю операцію припинили, і о 14:55 «Токіо-Мару» затонуло за 200 км від місця торпедування. Загинули три члени екіпажу.
«Мітакесан-Мару» прибув на Трук пізніше тієї ж доби.